# شانون هام
شانون هام (بالإنجليزية: Shannon Hamm)‏ هو ملحن وعازف قيثارة وموسيقي أمريكي، ولد في 10 ديسمبر 1967 في تكساس في الولايات المتحدة.

## وصلات خارجية
- شانون هام على موقع ميوزك برينز (الإنجليزية)
- شانون هام على موقع أول ميوزيك (الإنجليزية)
- شانون هام على موقع ديسكوغز (الإنجليزية)